# F1 Challenge
 (décembre 2018).
Si vous disposez d'ouvrages ou d'articles de référence ou si vous connaissez des sites web de qualité traitant du thème abordé ici, merci de compléter l'article en donnant les références utiles à sa vérifiabilité et en les liant à la section « Notes et références ».
F1 Challenge ou F-1 ライブ インフォメーション (F-1 Live Information) en japonais est un jeu vidéo de course axé sur la Formule 1. Le jeu, sorti en 1996, est disponible exclusivement sur la console Sega Saturn. Bien qu'il dispose d'une licence FOCA, seuls cinq pilotes, dont Michael Schumacher, sont jouables et le jeu ne contient que trois circuits officiels (plus trois tracés sur un circuit original). Les autres pilotes et les autres voitures sont présents dans le jeu mais le joueur ne peut pas les incarner.

## Système de jeu
Comme d'autres jeux Sega, le jeu possède un style arcade même si des éléments de simulation ont été intégrés par les développeurs. Le jeu fonctionne avec un volant et des pédales.